# Jefferson, Ohio
Jefferson là một làng thuộc quận Ashtabula, tiểu bang Ohio, Hoa Kỳ. Năm 2010, dân số của làng này là 3120 người.

## Dân số
- Dân số năm 2000: 3572 người.
- Dân số năm 2010: 3120 người.